# Canton de Cambrai-Est
Le canton de Cambrai-Est est une ancienne division administrative française, située dans le département du Nord et la région Nord-Pas-de-Calais.
À la suite du redécoupage cantonal de 2014, le canton est supprimé.

## Composition
Le canton de Cambrai-Est se composait d’une fraction de la commune de Cambrai et de treize autres communes. Il compte 23 414 habitants (population municipale) au 1er janvier 2012.
| Nom                     | Code Insee | Intercommunalité | Population (dernière pop. légale)               |
| ----------------------- | ---------- | ---------------- | ----------------------------------------------- |
| Cambrai (chef-lieu)     | 59122      | CA de Cambrai    | Fraction : 10 472(2012) Commune : 32 897 (2014) |
| Awoingt                 | 59039      | CA de Cambrai    | 901 (2014)                                      |
| Cagnoncles              | 59121      | CA de Cambrai    | 581 (2014)                                      |
| Cauroir                 | 59141      | CA de Cambrai    | 593 (2014)                                      |
| Escaudœuvres            | 59206      | CA de Cambrai    | 3 302 (2014)                                    |
| Estrun                  | 59219      | CA de Cambrai    | 710 (2014)                                      |
| Eswars                  | 59216      | CA de Cambrai    | 346 (2014)                                      |
| Iwuy                    | 59322      | CA de Cambrai    | 3 307 (2014)                                    |
| Naves                   | 59422      | CA de Cambrai    | 628 (2014)                                      |
| Niergnies               | 59432      | CA de Cambrai    | 500 (2014)                                      |
| Ramillies               | 59492      | CA de Cambrai    | 591 (2014)                                      |
| Séranvillers-Forenville | 59567      | CA de Cambrai    | 383 (2014)                                      |
| Thun-l'Évêque           | 59593      | CA de Cambrai    | 742 (2014)                                      |
| Thun-Saint-Martin       | 59595      | CA de Cambrai    | 526 (2014)                                      |

## Histoire

### conseillers généraux de 1833 à 2015
De 1833 à 1848, les cantons de Cambrai-Est et Cambrai-Ouest avaient le même conseiller général. Le nombre de conseillers généraux était limité à 30 par département.
| Période               | Identité                            | Parti                    | Qualité |
| --------------------- | ----------------------------------- | ------------------------ | --- |
| 1833-1848             | François Deloffre                   |                          | Propriétaire Adjoint puis maire (1835-1839) de Cambrai                                                                  |
| 1848-1858             | Émile-Henri de Beaumont             |                          | Docteur en médecine à Cambrai                                                                                           |
| 1858-1877             | Auguste Stiévenart-Béthune          | Droite                   | Propriétaire, Maire d'Estrun, Député de la 7e circonscription du Nord (1864-1869).                                      |
| 1877-1890 (décès)     | Victor Cirier                       | Républicain Opportuniste | Avocat au barreau de Cambrai, Député de la 2e circonscription de Cambrai (1879-1885), Sénateur du Nord (1888-1890).     |
| 1891-1902 (démission) | Alexandre Ronnelle                  |                          | Architecte, adjoint au maire de Cambrai                                                                                 |
| 1902-1928 (décès),    | Edmond Léon Félix Garin (1847-1928) | Rad.                     | Ingénieur-constructeur, maire de Cambrai (1919-1925)                                                                    |
| 1928-1931             | Fernand Bevierre                    | RG                       | Avoué, conseiller municipal de Cambrai                                                                                  |
| 1931-1932 (décès)     | Georges Desjardins (1869-1932)      | Rad.                     | Courtier en sucre Maire de Cambrai (1925-1932)                                                                          |
| 1933-1937             | Gustave Deltour                     | Rad.                     | Pépiniériste Maire de Cambrai (1933-1940)                                                                               |
| 1937-1940             | Jules Lucien Houillon               | Rad.                     | Négociant à Cambrai, maire d'Awoingt, conseiller d'arrondissement Nommé conseiller départemental en 1943                |
|                       |                                     |                          | |
| 1945-1949             | Fernand Wilmot                      | SFIO                     | Employé des chemins de fer Adjoint au Maire de Cambrai, ancien conseiller d'arrondissement                              |
| 1949-1967             | Octave Decupère                     | RPF puis RS puis UNR     | Représentant agricole, fabricant de chicorée Adjoint au Maire de Cambrai                                                |
| 1967-1973             | Henri Cary                          | PCF                      | Professeur de collège d'enseignement général puis directeur de collège à Iwuy Conseiller municipal de Cambrai           |
| 1973-2004             | Claude Pringalle                    | UDR puis RPR puis UMP    | Horticulteur Député (1977-1981 et 1993-1997) Maire de Séranvillers-Forenville (1977-2008)                               |
| 2004-2011             | Brigitte Guidez                     | PS                       | Ancienne directrice d'institut médico-éducatif Conseillère Municipale de Cambrai                                        |
| 2011-2015             | Nicolas Siegler                     | SE-DVD                   | Ancien collaborateur de François-Xavier Villain Maire- Adjoint de Cambrai Elu en 2015 dans le nouveau Canton de Cambrai |

### Conseillers d'arrondissement (de 1833 à 1940)
| Période        | Période      | Identité                            | Étiquette   | Qualité |
| -------------- | ------------ | ----------------------------------- | ----------- | --- |
| 1833           | 1848         | Auguste Leroy                       |             | Notaire à Cambrai                                                                                           |
|                |              |                                     |             | |
| 1880           | 1886         | Henri Fiévet-Coullemont (1821-1892) |             | Cultivateur, maire d'Iwuy                                                                                   |
| 1886           | 1898         | Louis-Stéphane Loiset               |             | Agriculteur à Iwuy                                                                                          |
| 1898           | 1908 (décès) | Victor Germe (1841-1908)            | Républicain | Cultivateur, maire de Ramillies                                                                             |
| 4 octobre 1908 | 1919         | Maximilien Dhordain                 | Républicain | Agriculteur, maire de Cauroir                                                                               |
| 1919           | 1928         | Gustave Deltour (1880-1955)         | Républicain | Pépiniériste à Cambrai                                                                                      |
| 1928           | 1937         | Jules Lucien Houillon               | Rad.        | Négociant à Cambrai, maire d'Awoingt                                                                        |
| 1937           | 1940         | Fernand Wilmot                      | SFIO        | Employé des chemins de fer, Cambrai                                                                         |
| 1940           |              |                                     |             | Les conseils d'arrondissement ont été suspendus par la loi du 12 octobre 1940 et n'ont jamais été réactivés |

## Démographie
| 1975 | 1982 | 1990   | 1999   | 2006   | 2011   | 2012   |
| ---- | ---- | ------ | ------ | ------ | ------ | ------ |
| -    | -    | 23 320 | 22 942 | 22 185 | 23 160 | 23 414 |

### Pyramide des âges
Comparaison des pyramides des âges du Canton de Cambrai-Est et du département du Nord en 2006
| Hommes | Classe d’âge   | Femmes |
| ------ | -------------- | ------ |
| 0,2    | 90 ans et plus | 0,7    |
| 4,1    | 75 à 89 ans    | 6,9    |
| 12,6   | 60 à 74 ans    | 14     |
| 23     | 45 à 59 ans    | 22,7   |
| 22,5   | 30 à 44 ans    | 21,1   |
| 17,5   | 15 à 29 ans    | 16,3   |
| 20,2   | 0 à 14 ans     | 18,3   |

| Hommes | Classe d’âge   | Femmes |
| ------ | -------------- | ------ |
| 0,2    | 90 ans et plus | 0,8    |
| 4,3    | 75 à 89 ans    | 7,9    |
| 10,3   | 60 à 74 ans    | 11,9   |
| 19,7   | 45 à 59 ans    | 19,4   |
| 21,1   | 30 à 44 ans    | 20,1   |
| 22,6   | 15 à 29 ans    | 21     |
| 21,6   | 0 à 14 ans     | 19     |